# 米尔罗辛
米尔罗辛是德国梅克伦堡-前波美拉尼亚州的一个市镇。总面积24.29平方公里，总人口1086人，其中男性534人，女性552人（2011年12月31日），人口密度45人/平方公里。